# Stay with Me (bài hát của Sam Smith)
"Stay with Me" là một bài hát của nghệ sĩ thu âm người Anh Sam Smith nằm trong album phòng thu đầu tay của anh, In the Lonely Hour (2014). Nó được phát hành như là đĩa đơn thứ ba trích từ album ở Hoa Kỳ vào ngày 14 tháng 4 năm 2014 và ở Vương quốc Anh vào ngày 18 tháng 5 năm 2014 bởi Capitol Records. Bài hát được đồng viết lời bởi Smith, Jimmy Napes và William Phillips với Tom Petty và Jeff Lynne cũng được đề cập như những đồng tác giả sau khi bài hát được phát hiện có nhiều điểm tương đồng với giai điệu từ đĩa đơn năm 1989 của Petty "I Won't Back Down", trong khi phần sản xuất được đảm nhiệm bởi Napes và Steve Fitzmaurice. "Stay with Me" là một bản pop và soul ballad kết hợp với những yếu tố từ phúc âm mang nội dung đề cập đến việc một người cầu xin người tình một đêm của mình đừng rời đi sau một đêm mặn nồng, được lấy cảm hứng từ mối quan hệ tình cảm đời thực của nam ca sĩ. Một phiên bản chính thức của bài hát được sản xuất bởi Darkchild cũng được phát hành, bên cạnh một phiên bản khác hợp tác với ca sĩ người Mỹ Mary J. Blige.
Sau khi phát hành, "Stay with Me" nhận được những phản ứng tích cực từ các nhà phê bình âm nhạc, trong đó họ đánh giá cao chất giọng cảm xúc của Smith cũng như quá trình của nó, đồng thời gọi đây là một điểm nhấn nổi bật từ In the Lonely Hour. Bài hát còn gặt hái nhiều giải thưởng và đề cử tại những lễ trao giải lớn, bao gồm đề cử tại giải Brit năm 2015 cho Đĩa đơn Anh quốc của năm và ba đề cử giải Grammy cho Thu âm của năm, Bài hát của năm và Trình diễn đơn ca pop xuất sắc nhất tại lễ trao giải thường niên lần thứ 57, và chiến thắng hai giải đầu. Nó cũng tiếp nhận những thành công vượt trội về mặt thương mại, đứng đầu các bảng xếp hạng ở Canada, Ireland, New Zealand, Ba Lan và Vương quốc Anh, và lọt vào top 10 ở hầu hết những thị trường nó xuất hiện, bao gồm vươn đến top 5 ở nhiều thị trường lớn như Úc, Áo, Đan Mạch, Nhật Bản, Hà Lan, Na Uy, Tây Ban Nha và Thụy Điển. Tại Hoa Kỳ, "Stay with Me" đạt vị trí thứ hai trên bảng xếp hạng Billboard Hot 100 trong hai tuần, trở thành đĩa đơn thứ hai của Smith vươn đến top 10 và đầu tiên dưới cương vị nghệ sĩ hát đơn, đồng thời đã bán được hơn 4.5 triệu bản tại đây.
Video ca nhạc cho "Stay with Me" được đạo diễn bởi Jamie Thraves, trong đó bao gồm những cảnh Smith rời khỏi nhà và đi bộ trên một con phố ở Thị trấn De Beauvoir, London, cũng như trình diễn bài hát trong một căn phòng và trong một nhà thờ với một dàn hợp xướng. Nó đã nhận được hai đề cử tại giải Video âm nhạc của MTV năm 2014 ở hạng mục Video xuất sắc nhất của nam ca sĩ và Nghệ sĩ đáng xem. Để quảng bá bài hát, nam ca sĩ đã trình diễn "Stay with Me" trên nhiều chương trình truyền hình và lễ trao giải lớn, bao gồm Good Morning America, The Graham Norton Show, Saturday Night Live, giải Video âm nhạc của MTV năm 2014 và giải Grammy lần thứ 57, cũng như trong nhiều chuyến lưu diễn của anh. Kể từ khi phát hành, bài hát đã được hát lại và sử dụng làm nhạc mẫu bởi nhiều nghệ sĩ khác nhau, như Patti LaBelle, Pink, Kelly Clarkson, Chris Brown, Ed Sheeran, Florence and the Machine, Charli XCX và FKA twigs. Tính đến nay, nó đã bán được hơn 12.5 triệu bản trên toàn cầu, trở thành một trong những đĩa đơn bán chạy nhất mọi thời đại.

## Danh sách bài hát
| - Đĩa CD 1. "Stay with Me" – 2:52 2. "Stay with Me" (Radio Mix) – 2:53 - Tải kĩ thuật số (bản Darkchild) 1. "Stay with Me" (bản Darkchild) hợp tác với Mary J. Blige – 2:53 2. "Stay with Me" (bản Darkchild) – 2:54 | - Tải kĩ thuật số (EP) 1. "Stay with Me"(Soul Clap phối) – 5:02 2. "Stay with Me" (bản Darkchild) – 2:54 3. "Stay with Me" (Shy FX phối lại) – 3:32 4. "Stay with Me" (Wilfred Giroux phối lại) – 4:39 - Tải kĩ thuật số (Rainer + Grimm phối lại) 1. "Stay with Me" (Rainer + Grimm phối lại) – 3:34 |

## Thành phần thực hiện
Thành phần thực hiện được trích từ ghi chú của In the Lonely Hour, Capitol Records.
Thu âm và phối khí
- Thu âm tại Timber Street Studios và RAK Studios ở London, Anh.
- Phối khí tại The Pierce Rooms ở London, anh.

Thành phần
| - Sam Smith – giọng hát, viết lời - Jimmy Napes – viết lời, sản xuất, thu âm, bộ gõ - William Phillips – viết lời, dương cầm, organ - Steve Fitzmaurice – sản xuất, thu âm, lập trình trống - Earl Harvin – trống - Tom Coyne – master - Aya Merrill – hỗ trợ master | - Mike Horner – kỹ sư - Steve Fitzmaurice – phối khí - Darren Heelis – hỗ trợ phối khí - Jeremy Murphy – đàn dây - Steve Price – hỗ trợ đàn dây - Everton Nelson – nhạc trưởng - Darkchild – sản xuất, guitar, trống bổ sung, bộ gõ, organ (bản Darkchild) |

## Xếp hạng
| Bảng xếp hạng (2014-15)                   | Vị trí cao nhất |
| ----------------------------------------- | --------------- |
| Úc (ARIA)                                 | 5               |
| Áo (Ö3 Austria Top 40)                    | 3               |
| Bỉ (Ultratop 50 Flanders)                 | 8               |
| Bỉ (Ultratop 50 Wallonia)                 | 3               |
| Brazil (Billboard Brasil Hot 100)         | 46              |
| Canada (Canadian Hot 100)                 | 1               |
| Canada AC (Billboard)                     | 1               |
| Canada CHR/Top 40 (Billboard)             | 3               |
| Canada Hot AC (Billboard)                 | 1               |
| Canada Rock (Billboard)                   | 43              |
| Cộng hòa Séc (Rádio Top 100)              | 32              |
| Cộng hòa Séc (Singles Digitál Top 100)    | 6               |
| Đan Mạch (Tracklisten)                    | 3               |
| Châu Âu Nhạc số (Billboard)               | 1               |
| Phần Lan (Suomen virallinen lista)        | 14              |
| Pháp (SNEP)                               | 6               |
| Đức (Official German Charts)              | 11              |
| Hy Lạp Nhạc số (Billboard)                | 9               |
| Hungary (Single Top 40)                   | 33              |
| Iceland (RÚV) hợp tác với Mary J. Blige   | 9               |
| Ireland (IRMA)                            | 1               |
| Israel (Media Forest)                     | 1               |
| Ý (FIMI)                                  | 6               |
| Nhật Bản (Japan Hot 100)                  | 5               |
| Luxembourg Nhạc số (Billboard)            | 5               |
| Mexico Ingles Airplay (Billboard)         | 17              |
| Hà Lan (Dutch Top 40)                     | 2               |
| Hà Lan (Single Top 100)                   | 3               |
| New Zealand (Recorded Music NZ)           | 1               |
| Na Uy (VG-lista)                          | 3               |
| Ba Lan (Polish Airplay Top 100)           | 1               |
| Bồ Đào Nha Nhạc số (Billboard)            | 5               |
| Scotland (OCC)                            | 1               |
| Slovakia (Rádio Top 100)                  | 2               |
| Slovakia (Singles Digitál Top 100)        | 4               |
| Slovenia (SloTop50)                       | 7               |
| Nam Phi (EMA)                             | 1               |
| Tây Ban Nha (PROMUSICAE)                  | 3               |
| Thụy Điển (Sverigetopplistan)             | 4               |
| Thụy Sĩ (Schweizer Hitparade)             | 6               |
| Anh Quốc (OCC)                            | 3               |
| Hoa Kỳ Billboard Hot 100                  | 2               |
| Hoa Kỳ Adult Contemporary (Billboard)     | 1               |
| Hoa Kỳ Adult Pop Airplay (Billboard)      | 1               |
| Hoa Kỳ Dance/Mix Show Airplay (Billboard) | 4               |
| Hoa Kỳ Dance Club Songs (Billboard)       | 37              |
| Hoa Kỳ Pop Airplay (Billboard)            | 1               |
| Hoa Kỳ Rhythmic (Billboard)               | 5               |
| Hoa Kỳ Rock Airplay (Billboard)           | 36              |

| Bảng xếp hạng (2014)                   | Vị trí |
| -------------------------------------- | ------ |
| Australia (ARIA)                       | 8      |
| Austria (Ö3 Austria Top 40)            | 44     |
| Belgium (Ultratop 50 Flanders)         | 35     |
| Belgium (Ultratop 50 Wallonia)         | 58     |
| Canada (Canadian Hot 100)              | 8      |
| Denmark (Tracklisten)                  | 10     |
| France (SNEP)                          | 46     |
| Germany (Official German Charts)       | 35     |
| Hungary (Stream Top 40)                | 43     |
| Ireland (IRMA)                         | 9      |
| Italy (FIMI)                           | 25     |
| Netherlands (Dutch Top 40)             | 8      |
| Netherlands (Single Top 100)           | 5      |
| New Zealand (Recorded Music NZ)        | 5      |
| Norway Summer Period (VG-lista)        | 9      |
| Poland (Polish Airplay Top 100)        | 28     |
| Slovenia (SloTop50)                    | 40     |
| Sweden (Sverigetopplistan)             | 10     |
| Switzerland (Schweizer Hitparade)      | 20     |
| UK Singles (Official Charts Company)   | 7      |
| US Billboard Hot 100                   | 10     |
| US Adult Alternative Songs (Billboard) | 4      |
| US Adult Contemporary (Billboard)      | 7      |
| US Adult Top 40 (Billboard)            | 3      |
| US Dance/Mix Show Airplay (Billboard)  | 50     |
| US Pop Songs (Billboard)               | 8      |
| US Rhythmic (Billboard)                | 28     |
| Bảng xếp hạng (2015)                   | Vị trí |
| Australia (ARIA)                       | 87     |
| Belgium (Ultratop 50 Flanders)         | 84     |
| Belgium (Ultratop 50 Wallonia)         | 47     |
| Denmark (Tracklisten)                  | 56     |
| France (SNEP)                          | 57     |
| Italy (FIMI)                           | 69     |
| Japan (Japan Hot 100)                  | 46     |
| Netherlands (Dutch Top 40)             | 141    |
| Netherlands (Single Top 100)           | 49     |
| New Zealand (Recorded Music NZ)        | 31     |
| Slovenia (SloTop50)                    | 44     |
| Spain (PROMUSICAE)                     | 51     |
| Sweden (Sverigetopplistan)             | 71     |
| Switzerland (Schweizer Hitparade)      | 54     |
| UK Singles (Official Charts Company)   | 61     |
| US Billboard Hot 100                   | 58     |
| US Adult Contemporary (Billboard)      | 14     |
| Bảng xếp hạng (2016)                   | Vị trí |
| Brazil (Billboard Brasil Hot 100)      | 47     |
| Slovenia (SloTop50)                    | 33     |

| Bảng xếp hạng                        | Vị trí |
| ------------------------------------ | ------ |
| UK Singles (Official Charts Company) | 57     |
| US Billboard Hot 100                 | 401    |

## Chứng nhận
| Quốc gia | Chứng nhận  | Số đơn vị/doanh số chứng nhận |
| --- | ----------- | ----------------------------- |
| Úc (ARIA) | 4× Bạch kim | 280.000^                      |
| Áo (IFPI Áo) | Vàng        | 15.000*                       |
| Bỉ (BEA) | Bạch kim    | 30.000*                       |
| Canada (Music Canada) | 4× Bạch kim | 359,000                       |
| Đan Mạch (IFPI Đan Mạch) | 3× Bạch kim | 180.000^                      |
| Đức (BVMI) | 3× Vàng     | 750.000‡                      |
| Ý (FIMI) | 4× Bạch kim | 200.000‡                      |
| Nhật Bản (RIAJ) | Vàng        | 100.000^                      |
| México (AMPROFON) | Vàng        | 30.000*                       |
| Hà Lan (NVPI) | 3× Bạch kim | 60.000^                       |
| New Zealand (RMNZ) | 3× Bạch kim | 45.000*                       |
| Na Uy (IFPI) | 3× Bạch kim | 30.000‡                       |
| Hàn Quốc (Gaon Chart) | None        | 790,747                       |
| Tây Ban Nha (PROMUSICAE) | Bạch kim    | 40.000‡                       |
| Thụy Điển (GLF) | 8× Bạch kim | 160.000‡                      |
| Thụy Sĩ (IFPI) | Bạch kim    | 30.000‡                       |
| Anh Quốc (BPI) | 3× Bạch kim | 1.800.000‡                    |
| Hoa Kỳ (RIAA) | 8× Bạch kim | 8.000.000‡                    |
| Streaming |             |                               |
| Đan Mạch (IFPI Đan Mạch) | 2× Bạch kim | 5,200,000^                    |
| Tây Ban Nha (PROMUSICAE) | Bạch kim    | 8,000,000*                    |
| * Chứng nhận dựa theo doanh số tiêu thụ. ^ Chứng nhận dựa theo doanh số nhập hàng. ‡ Chứng nhận dựa theo doanh số tiêu thụ và phát trực tuyến. |             |                               |

## Lịch sử phát hành
| Quốc gia       | Ngày                | Định dạng                            | Hãng đĩa |
| -------------- | ------------------- | ------------------------------------ | -------- |
| Hoa Kỳ         | 14 tháng 4 năm 2014 | Adult album alternative radio        | Capitol  |
| Hoa Kỳ         | 14 tháng 4 năm 2014 | Hot adult contemporary radio         | Capitol  |
| Hoa Kỳ         | 13 tháng 5 năm 2014 | Contemporary hit radio               | Capitol  |
| Vương quốc Anh | 18 tháng 5 năm 2014 | Tải kĩ thuật số                      | Capitol  |
| Toàn cầu       | 2 tháng 6 năm 2014  | Tải kĩ thuật số (Darkchild phối lại) | Capitol  |